# São Sebastião da Bela Vista
São Sebastião da Bela Vista là một đô thị thuộc bang Minas Gerais, Brasil. Đô thị này có diện tích 166,929 km², dân số năm 2007 là 4884 người, mật độ 27,8 người/km².